# ۷۱۶ (پیش از میلاد)
۷۱۶ (پیش از میلاد) ۷۱۶مین سال قبل از تقویم میلادی است.

## رویدادها
آغاز تهاجم سارگون دوم به اراضی ماد